# Virtus Pallacanestro Bologna 1974-1975

## Roster
Sinudyne Bologna 1974-75
- Luigi Serafini (capitano)
- Renato Albonico
- Massimo Antonelli
- Loris Benelli
- Gianni Bertolotti
- Marco Bonamico
- Francesco Cantamessi
- Tom McMillen
- Aldo Tommasini
- Piero Valenti
- Roberto Violante

## Staff Tecnico
- Allenatore:  Dan Peterson
- Assistente:  John McMillen

## Risultati
- Serie A1: 
  - Stagione regolare: 4ª classificata nella prima fase su 14 squadre (18-8)
  - Poule scudetto: 4ª classificata su 8 squadre (8-6)
- Coppa Korać: eliminata nel girone dei quarti di finale (4-5)